# Werner Fenchel
Moritz Werner Fenchel (3. maj 1905 i Berlin – 24. januar 1988 i København) var en berømt tyskfødt matematiker, som i 1933 flygtede fra Nazi-Tyskland til  Danmark og senere fik dansk statsborgerskab. Werner Fenchel var i perioden 1956-1974 en højt estimeret  professor i matematik ved Københavns Universitet.

## Studier i Tyskland
Werner Fenchel blev i 1923 immatrikuleret ved universitetet i Berlin, hvor han studerede matematik og fysik. Han afsluttede studierne i 1928 med doktorgraden (dr.phil.) for en berømmet disputats Über Krümmung und Windung geschlossener Raumkurven.

## Karriere
I perioden 1928-1933 var Werner Fenchel ansat som assistent for den berømte tyske matematiker Edmund Landau ved universitetet i Göttingen. Han besøgte herunder Danmark flere gange og fik gode forbindelser med de danske matematikere, især Harald Bohr og Tommy Bonnesen. Da  jødeforfølgelserne  i Tyskland spidsede alvorligt til i 1933 var det derfor nærliggende for Werner Fenchel at emigrere til Danmark sammen med sin kone Käte Sperling, som selv var en yderst kompetent  matematiker i gruppeteori. Under den tyske besættelse af Danmark under 2. verdenskrig, måtte de  i 1943 begge flygte til Sverige, hvor Werner Fenchel underviste ved den danske skole i Lund frem til krigens afslutning i 1945.
I 1951 blev  Werner Fenchel udnævnt til professor i rationel mekanik ved Danmarks Tekniske Universitet, som efterfølger for Jakob Nielsen. Fem år senere blev han kaldet til et professorat i matematik ved Københavns Universitet.

## Forskning
Sammen med Tommy Bonnesen skrev Werner Fenchel  i  1934 en banebrydende monografi  Theorie der konvexen Körper om konveksitetsteori. Fra omkring 1940 arbejdede han i en årrække sammen med Jakob Nielsen på en monografi  om diskontinuerte grupper i den hyperbolske plan. Et foreløbigt manuskript Discontinuous Groups of Isometries in the Hyperbolic Plane og en aftale om publikation med et kendt internationalt forlag forelå ved Nielsens død i 1959. Der tilbagestod dog en gennemgribende revision af manuskriptet, hvis indhold hurtigt blev kendt af eksperter som Fenchel-Nielsen theory. Revisionen af manuskriptet var ikke fuldendt ved Fenchels død, og manuskriptet blev først publiceret i 2003 med hjælp fra den danske matematiker Asmus Schmidt.

## Hædersbevisninger
Werner Fenchel  blev indvalgt som medlem af Det Kongelige Danske Videnskabernes Selskab i 1946, af  Akademiet for de Tekniske Videnskaber i  1962, af Fysiografiska Sällskapet i Lund i 1973, og af Bayerische Akademie der Wissenschaften i 1980. Han var formand for Dansk Matematisk Forening i perioden 1958-1962, og blev æresmedlem af foreningen i 1973.